# Carlos Yaqué
Carlos Alberto Yaqué (Ciudadela, 12 settembre 1971) è un ex calciatore argentino, di ruolo attaccante.
Soprannominato "El Beto", ha disputato la massima serie in Argentina (con Club Ferro Carril Oeste, Estudiantes e Argentinos Juniors) e in Perú (con l'Universitario).
In Italia con la Reggina disputò due presenze in campionato (serie b) e tre presenze e una rete in coppa Italia prima di far ritorno in Argentina alla fine di settembre del 1998 perché gli mancava la famiglia lasciata in America latina.